# San Maurizio d’Opaglio
San Maurizio d’Opaglio (piemontesisch San Mauritsi, lombardisch San Maurizi) ist eine Gemeinde mit 2992 Einwohnern (Stand 31. Dezember 2023) am südwestlichen Ufer des Ortasees in der italienischen Provinz Novara (NO), Region Piemont.

## Geographie
Der Ort liegt auf einer Höhe von 373 m über dem Meeresspiegel. Das Gemeindegebiet umfasst eine Fläche von 8 km².
Die Gemeinde besteht aus den Ortsteilen (frazioni) Sazza, Pascolo, Lagna, Alpiolo, Opagliolo, Bacchiore, Briallo, Pianelli, Vacchetta, Raveglia, Niverate und San Maurizio d’Opaglio. 
Die Nachbargemeinden sind Gozzano, Madonna del Sasso (VB), Orta San Giulio, Pella und Pogno.
Der Schutzpatron des Ortes ist San Maurizio.

## Sehenswürdigkeiten
- Museum des Wasserhahns (Museo del Rubinetto, 1995 gegründet). Im 20. Jahrhundert wurde San Maurizio d’Opaglio als „Hauptstadt des Wasserhahns“ bekannt.[2]